# Oder

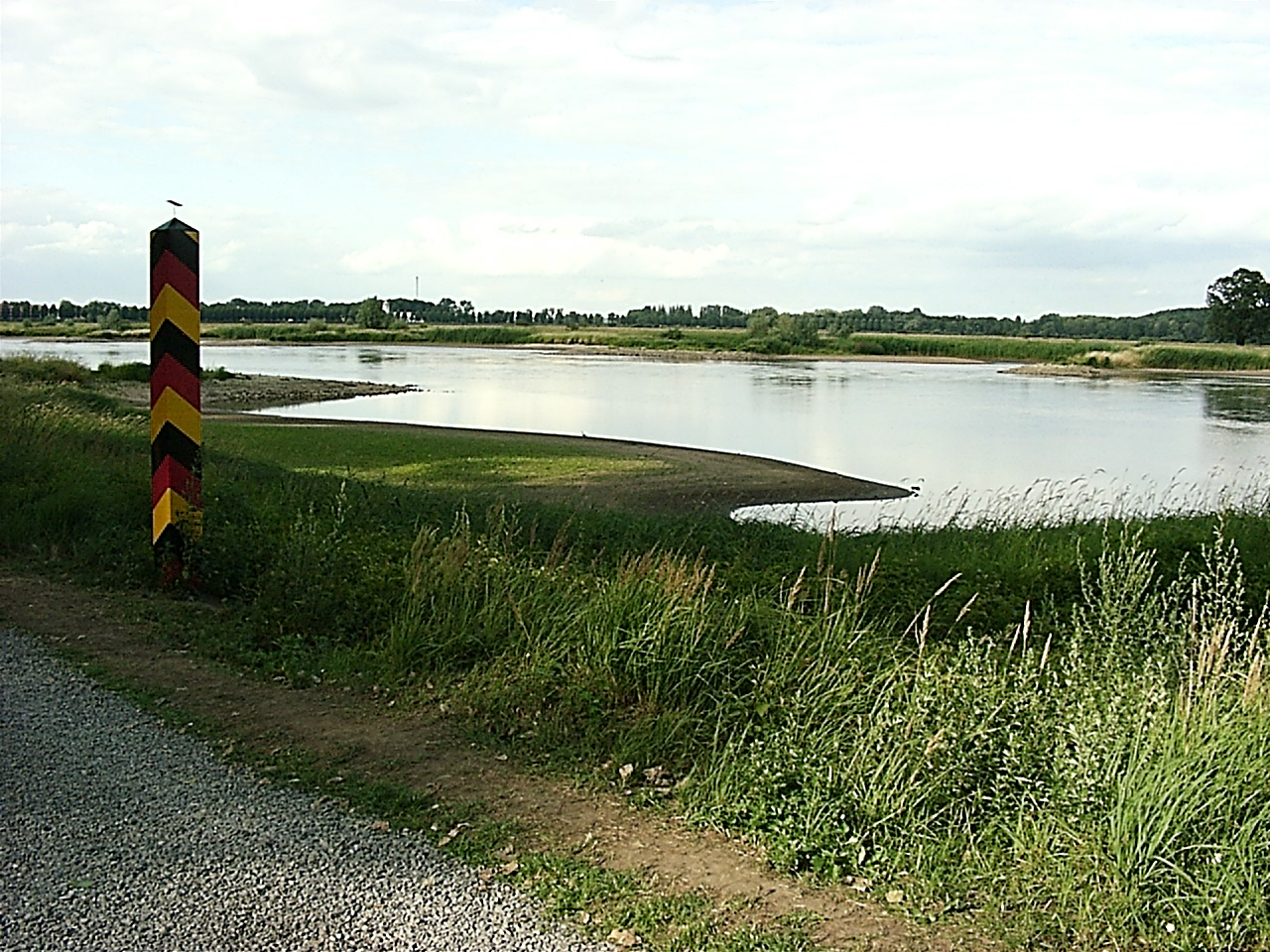
Oder som gränsflod mellan tyska Frankfurt an der Oder och polska Słubice.

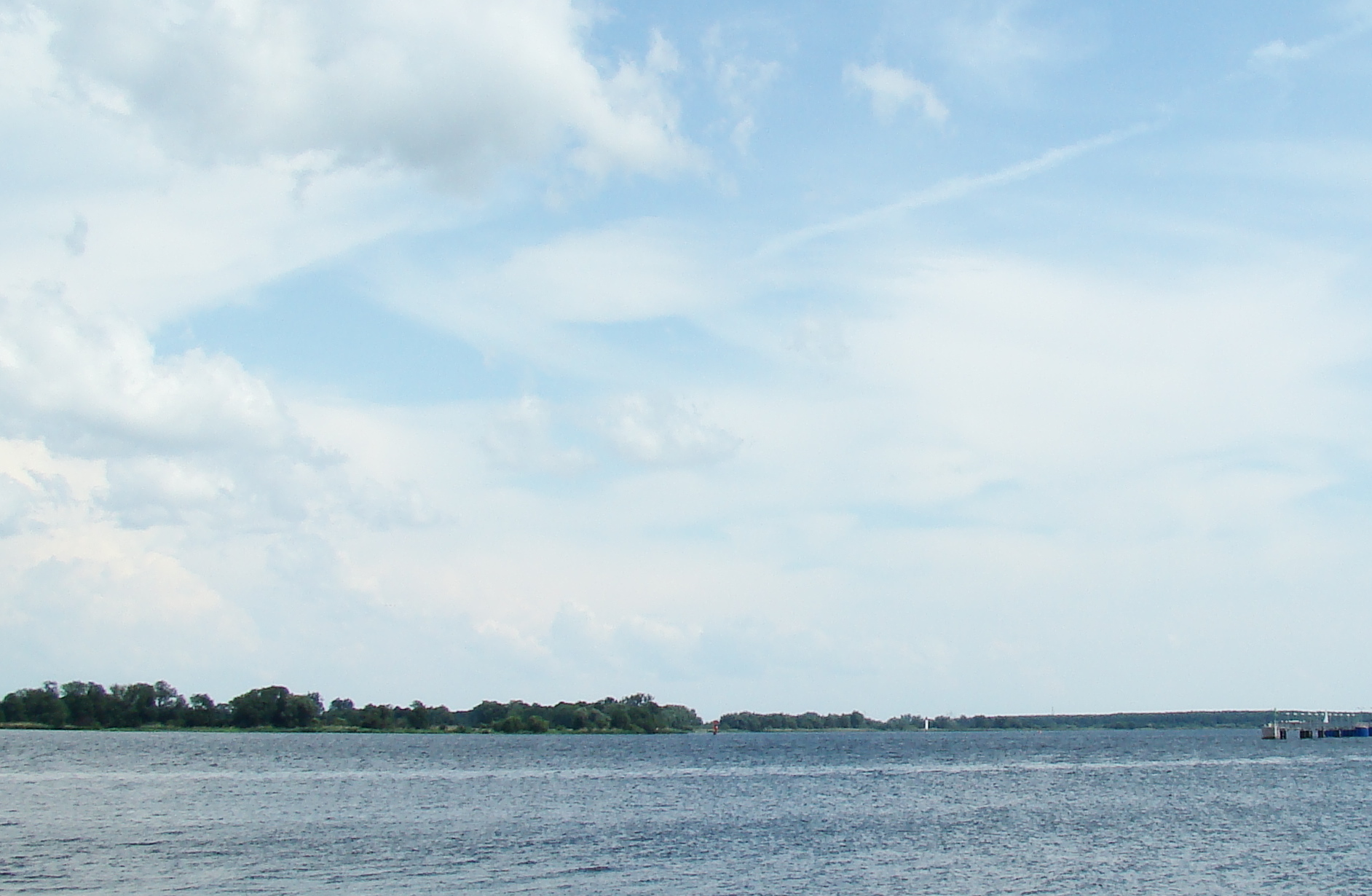
Oder i Police, Polen

Oder (polska: Odra) är en flod i Centraleuropa. Oder startar i Tjeckien och bildar i sitt nedre lopp, tillsammans med bifloden Neisse, gräns mellan Tyskland och Polen så när som de sista cirka 80 km längst norrut. Floden mynnar i Stettiner Haff (Oderlagunen) norr om Szczecin och bildar där de tre grenarna Dziwna, Świna och Peenestrom som flyter ut i Östersjön.

## Geografi
Oder är 854 km lång, varav 112 km i Tjeckien och 742 i Polen (av vilka 187 utgör gräns med Tyskland), och är den näst längsta floden i Polen efter Wisła. Den är kopplad med kanaler till Havel, Spree, Wisła samt Kłodnica. 
Källan ligger i östra Tjeckien i Oderbergen. Floden rinner härifrån åt nordost och korsar den tjeckisk-polska gränsen nära Bohumín.
Floden flyter igenom de polska vojvodskapen Schlesien, Opole, Nedre Schlesien, Lubusz och Västpommern, samt genom de tyska delstaterna Brandenburg och Mecklenburg-Vorpommern.
Den huvudsakliga sträckningen mynnar ut i Stettiner Haff, vilken i norr avgränsas av öarna Usedom och Wolin. Mellan dessa två öar finns enbart en trång kanal till Pommersche Bucht, som är en del av Östersjön.
Den största staden längs med floden är Wrocław. Oders avrinningsområde är 118 861 km².

## Navigering
Det går att navigera längs nästan hela Oder, upp till staden Kędzierzyn-Koźle, där floden kopplas samman med Gliwickikanalen. Den övre delen av floden är kanaliserad och tillåter större fartyg att navigera mellan industristäderna i området kring Wrocław.
Längre nedströms flyter floden fritt, och passerar städerna Eisenhüttenstadt (där Oder-Spreekanalen ansluter västerut mot Berlin) och Frankfurt an der Oder. Vid Kostrzyn nad Odrą skapar floden Warta en navigerbar färdväg till Poznań och Bydgoszcz för mindre fartyg. Vid Hohensaaten kopplas återigen floden ihop med Oder-Havelkanalen mot Oranienburg och vattenvägarna omkring Berlin.

## Historia
Romarna kände till floden under namnet Viadrus eller Viadura, som en del av en handelsled för bärnstenshandel. Under medeltiden kallades den Odera eller Oddera i dokument skrivna på medeltida latin, och nämndes för första gången i Dagome iudex, som beskrev Polens tidiga gränser under Mieszko I kring år 990.
Många tidiga dokument från 800- och 900-talet beskriver många olika folkgrupper som bodde längs med floden, och floden måste därför redan då ha varit en viktig plats för människor.
Under 1200-talet byggdes den första fördämningen för att skydda jordbruksområden.
Efter andra världskriget utgjorde Oder och Neisse Oder-Neisse-linjen, vilken utsågs som ny gräns mellan Tyskland och Polen. De tyska befolkningarna öster om floderna förflyttades västerut.

## Städer
Städer vid flodens huvudsträckning:
Ostrava - Bohumín - Racibórz - Kędzierzyn-Koźle - Krapkowice - Opole - Brzeg - Oława - Jelcz-Laskowice - Wrocław - Brzeg Dolny - Ścinawa - Szlichtyngowa - Głogów - Bytom Odrzański - Nowa Sól - Krosno Odrzańskie - Eisenhüttenstadt - Frankfurt an der Oder - Słubice - Kostrzyn - Cedynia - Schwedt - Vierraden - Gartz - Gryfino - Szczecin - Police
Städer vid sundet Dziwna (mellan ön Wolin och det polska fastlandet):
Wolin - Kamień Pomorski - Dziwnów
Städer vid sundet Świna (mellan ön Wolin och Usedomöarna):
Świnoujście
Städer vid Oderlagunen:
Nowe Warpno - Ueckermünde
Städer vid Peene (mellan Usedom och det tyska fastlandet):
Usedom - Lassan - Wolgast